# (1770) Schlesinger
(1770) Schlesinger est un astéroïde de la ceinture principale.

## Description
(1770) Schlesinger est un astéroïde de la ceinture principale. Il fut découvert le 10 mai 1967 à El Leoncito par Carlos Ulrrico Cesco et Arnold R. Klemola. Il présente une orbite caractérisée par un demi-grand axe de 2,46 UA, une excentricité de 0,06 et une inclinaison de 5,3° par rapport à l'écliptique.

## Satellite
Un satellite lui a été découvert en 2016.

## Compléments